# Schluten
Schluten ist ein Ortsteil der Ortsgemeinde Asbach im Landkreis Neuwied im nördlichen Rheinland-Pfalz.

## Geographie
Der Wohnplatz liegt im Niederwesterwald westlich des Hauptortes Asbach auf einer Niederterrasse unterhalb des Asbacher Ortsteils Büsch. Südwestlich liegt der Ortsteil Bennau. Schluten ist über eine Seitenstraße mit der Kreisstraße 48 verbunden.

## Geschichte
Der Name „Schluten“, früher „Schladen“, ist eine alte Bezeichnung für einen Seifen, d. h. ein Ort an dem sich Quellen befinden. Im angrenzenden Wald befinden sich zwei Quellen eines Nebenbachs des Asbachs. Schladen ist in der 1660 vom Kölner Kurfürsten Maximilian Heinrich angeordneten Bestandsaufnahme noch nicht aufgeführt und ist vermutlich später, aber noch in der kurkölnischen Zeit entstanden.
Nachdem das Rheinland 1815 zu Preußen gekommen war, gehörte Schluten zur Gemeinde Elsaff im damals neu gebildeten Kreis Neuwied und wurde von der Bürgermeisterei Asbach verwaltet. Nach einer Volkszählung aus dem Jahr 1885 hatte Schluten acht Einwohner, die in zwei Häusern lebten.
Bis zum 16. März 1974 gehörte Schluten zu der bis dahin eigenständigen Gemeinde Elsaff, welche mit gleichem Datum aufgelöst wurde und deren Ortschaften entsprechend der ehemaligen Kirchspielzugehörigkeit den neu gebildeten Ortsgemeinden Asbach und Buchholz zugeordnet wurden. Hierbei kam Schluten zu Asbach und gehört seitdem zur Gemarkung Elsaff-Asbach.